# バミューダ・トライアングル (冨田勲のアルバム)
『バミューダ・トライアングル』は、冨田勲のシンセサイザー音楽としての6作目のアルバムである。

## 概要
いわゆる「宇宙3部作」の第3作。バミューダの海底にあるといわれている巨大なピラミッド型隆起を舞台に、メドレー形式で進んでいく。
作品の内容上、海が見える環境で仕事をする事を考え、いつもの自室スタジオではなく伊豆に部屋を取って機材を持ち込み、前作で導入したローランドのMC-8などのマイクロ・コンピューター(デジタルシーケンサー)を駆使してこの作品のほとんどの素材を制作した。
アルバムのジャケット・デザインは横尾忠則、解説は小松左京。なお、冨田勲は前々から両者のファンだった。
オリジナルのマスター音源は、いわゆる4チャンネルステレオに加えて聴取者の頭上にスピーカーを配置した5チャンネル方式である。ただしこの音源は一般には発売されず、通常のステレオフォニック再生で擬似的に体験出来る様にミックスダウンされたものが発売された。

## 収録曲目

### A面
1 銀色の光を発しながら下降する丸い宇宙船
- UFOの飛来と謎の電波（冨田）

2 強電磁波
- 「ロメオとジュリエット」組曲第2番：モンタギュー家とキャピュレット家（プロコフィエフ）

3 次元の異なった世界
- 悲しきワルツ（シベリウス）

4 バミューダの海底に沈む巨大なピラミッドと古代人たち
- スキタイ組曲：ヴェレスとアラの崇拝（プロコフィエフ）

5 蛍光色に光る宇宙服を着たヴィーナス
- UFO再来（冨田）～未知との遭遇（J・ウィリアムズ）
  - 途中にドビュッシーの「ゴリウォーグのケークウォーク」が引用されている。

6 地底王国アガルダで遊ぶ子供たち
- 交響曲第5番：第2楽章（プロコフィエフ）～ブリッジ：未知との遭遇（J・ウィリアムズ）

7 地球という空洞の器
- どろろ（冨田）

### B面
8 ヴィーナスの唄
- ヴァイオリン協奏曲第1番：第1楽章（プロコフィエフ）

9 バミューダの夜明け
- 交響曲第6番：第1楽章（プロコフィエフ）
- 謎の電波
  - コンピューター・データ信号（冨田）

10 シベリアのツングースに激突したことのあるまばゆく光る円筒形の物体
- 交響曲第6番：第1楽章（プロコフィエフ）

11 古代人の奏するハープそしてヴィーナスと宇宙の子供たちの未来への唄
- ヴァイオリン協奏曲第1番：第3楽章（プロコフィエフ）

12 牛飼い座1448星雲団への幻想飛行
- UFO去る（冨田）～スキタイ組曲:ヴェレスとアラの崇拝（プロコフィエフ）～悲しきワルツ（シベリウス）～ヴォコーダー（冨田）

## 使用した機器装置
| MOOG SYNTHESIZER                      |
| ------------------------------------- |
| Moog III p                            |
| Moog System 55                        |
| Poly Moog                             |
| Scale Programmer 950-B                |
| Bode Ring Modulator 6401              |
| Bode Frequency Shifter 1630           |
| ROLAND SYNTHESIZER                    |
| System 700                            |
| Strings RS-202                        |
| Revo 30                               |
| Stereo Phaser PH-830                  |
| SEQUENCER                             |
| Roland Micro Composer MC-8            |
| (Digital Sequencer by Micro Computer) |
| GRAPHIC EQUALIZER                     |
| Victor SEA-7070 ×2                    |
| Roland GE-810                         |
| Roland GE-820                         |
| MIXERS                                |
| Quad/Eight Compumix (24 ch)           |
| TEAC Model 1 (8ch) ×3                 |
| TEAC Model 3 (8ch) ×5                 |
| TEAC Model 1, Mixdownunit (8 ch)      |
| TAPE RECORDERS                        |
| Ampex MM-1100 16 tracks               |
| Ampex AG-440 4 tracks                 |
| TEAC 80-8 8 tracks                    |
| TEAC A-3340S 4 tracks                 |
| TEAC 7040GSL 2 tracks                 |
| Sony TC-9040 4 tracks                 |
| NOISE REDUCTION                       |
| dbx 187                               |
| TEAC dbx DX-8×4                       |
| ACCESSORIES                           |
| AKG BX20E Echo Unit                   |
| AKG BX10 Echo Unit                    |
| Roland RV-800 Stereo Reverd           |
| Korg Vocoder                          |
| Binson Echorec "2"                    |
| Roland Space Echo RE-201              |
| Eventide Clolworks "Instant Phaser"   |
| Eventide Clolworks "Instant Flanger"  |
| Eventide Clolworks "Harmonizer"       |
| Fender "Dimention IV"                 |
| Fender Electronic Piano               |
| Hohner Clavinet C                     |
| Mellotron                             |
| Leslie Speaker Model 147              |